# Alabel-Pass
Der Alabel-Pass (kirgisisch Ала-Бел ашуусу) ist ein wichtiger Gebirgspass in Zentral-Kirgisistan (Zentralasien).
Über den 3184 m hohen Alabel-Pass führt die Fernstraße M41, eine wichtige Straßenverbindung zwischen den beiden größten Städten Kirgisistans – Bischkek und Osch. Südlich des Gebirgspasses erstreckt sich die Bergkette des Suusamyrtoos, im Norden erhebt sich der Talas-Alatau. Westlich des Alabel-Passes führt das Flusstal des Tschytschkan nach Süden zum Toktogul-Stausee. Östlich führt die Fernstraße ins Suusamyr-Tal hinab, wobei nach 18 km die Straße über den Ötmök-Pass nach Talas links abzweigt.